# آستان مقدس احمدی
آستان مقدس احمدی و محمدی ، نهادی است که نظارت بر ساختمان‌ها و موقوفات و تشکیلات اداری حرم شاهچراغ را عهده‌دار است. این نهاد در شیراز قرار دارد. فهرست ساختمان‌های این نهاد عبارتند از:
- حرم: این بنا، شامل ساختمان درونی آرامگاه احمد بن موسی، مدفن، ضریح و اطراف مرقد است.
- گنبد و گلدسته‌ها
- صحن‌ها و ایوان‌ها: شامل دو صحن عتیق، صحن حضرت معصومه و صحن امام جواد
- رواق‌ها و گنبدها: شامل ۶ رواق که غالباً دارای گنبدی کوچک هستند.
- مدارس و مساجد: شامل چندین مدرسه و مسجد که در اطراف حرم ساخته شده‌اند.
- موزه: تأسیس شده در سال ۱۳۱۴ توسط وزارت معارف وقت.
- کتابخانه آستان مقدس

## کتابخانه آستان مقدس
کتابخانهٔ آستان مقدس احمدی و محمدی، همزمان با بنای حرم شاهچراغ در قرن هشتم قمری ساخته شده‌است و یکی از غنی‌ترین کتابخانه‌های عمومی در ایران به‌شمار می‌آید. این کتابخانه در سال ۷۴۴ قمری به همت ترکان بانو بنا شده و رسماً در ۱۳۴۳ خورشیدی افتتاح گردید. کتابخانه آستان مقدس احمدی دارای حدود ۷۰هزار نسخه کتاب چاپی فارسی، ۳هزار جلد کتاب خطی، ۳هزار نسخه کتاب چاپ سنگی به زبان عربی و فارسی، ۲۰۰ عنوان نشریه، ۵هزار عنوان کتاب مرجع، ۵۰ عنوان کتاب و نشریه به خط بریل برای نابینایان و ۷هزار عنوان کتاب کودک است (آمار سال ۱۳۹۲). ساختمان جدید کتابخانه آستان احمدی در سال ۱۳۸۸ بهره برداری شد.